# Maurice Hurst Jr.
Maurice Hurst Jr. (Westwood, Massachusetts, 9 de mayo de 1995) es un jugador profesional estadounidense de fútbol americano que se desempeña en la posición de defensive tackle en Cleveland Browns, equipo de la National Football League (NFL).

## Carrera
Fue seleccionado en la quinta ronda en la Reunión Anual de Selección de Jugadores de la NFL de 2018. Hizo su debut profesional con el equipo Las Vegas Raiders, en el cual jugó tres temporadas (2018-2021), después pasó a San Francisco 49ers (2021-2022), posteriormente a Cleveland Browns, donde lleva jugando una temporada.